# IC 4405
IC 4405 — галактика типу Sab (компактна витягнута галактика) у сузір'ї Волопас.
Цей об'єкт міститься в оригінальній редакції індексного каталогу.